# یلیزوتا صمدوا
یلیزوتا صمدوا (انگلیسی: Yelyzaveta Samadova؛ زادهٔ ۳ مارس ۱۹۹۵) بازیکن والیبال اهل اوکراین است.